# 柳述
柳 述（りゅう じゅつ、生没年不詳）は、隋の官僚。字は業隆。本貫は河東郡解県。

## 経歴
柳機の子として生まれた。若くして父の蔭官により、太子親衛となった。後に蘭陵公主楊阿五（文帝の五女）を妻としたため、開府儀同三司の位を受け、内史侍郎となった。皇婿たちの中でもっとも文帝に尊重された。判兵部尚書事をつとめた。ひとたび父の喪のため職を去ったが、まもなく給事黄門侍郎として復帰し、建安郡公の爵位を嗣いだ。仁寿年間、判吏部尚書事をつとめた。
柳述は楊素と対立し、度々彼を侮辱した。文帝も柳述を重んじて楊素を疎んじるようになった。柳述は兵部尚書に任ぜられたが、自ら功績のないことを申し述べて辞退したので摂兵部尚書事とされた。
604年、文帝は仁寿宮で病の床につき、柳述は楊素や元厳らとともに宮中で近侍した。ときに皇太子楊広が陳貴人に無礼なふるまいをしたので、文帝はこのことを知って激怒し、柳述に命じて房陵王楊勇を召し出させようとした。柳述と元厳は部屋の外に出て勅書を作成した。楊素はこれを聞いて、楊広と共謀し、柳述と元厳の二人が詔を偽ったとして捕らえさせた。煬帝（楊広）が即位すると柳述は官爵を奪われ、蘭陵公主と離縁させられた。嶺南の竜川郡に流されることとなり、蘭陵公主は柳述との同行を願い出たが、煬帝は許さなかった。柳述は竜川郡にいること数年、さらに寧越郡に移され、風土病のために死去した。享年39。

## 伝記資料
- 『隋書』巻47 列伝第12
- 『北史』巻64 列伝第52